# Patriotes progressistes démocrates
Patriotes progressistes démocrates (en anglais Progressive Democratic Patriots, abrégé PDP) est un parti politique en faveur de l'indépendance de Tobago fondé en 2016 par Watson Duke en vue des élections régionales de 2017,. 
Le parti remporte les élections régionales de décembre 2021 par un raz-de-marée électoral et obtient quatorze des quinze sièges à pourvoir. Le Mouvement national du peuple (PNM) au pouvoir subit une lourde défaite en ne conservant qu'un seul siège.

## Résultats
| Année      | Voix   | %     | Rang | Élus    | +/- |
| ---------- | ------ | ----- | ---- | ------- | --- |
| 2017       | 7 537  | 31,07 | 2e   | 2 / 12  | Nv  |
| Janv. 2021 | 12 798 | 48,50 | 2e   | 6 / 12  | 4   |
| Déc. 2021  | 16 933 | 58,04 | 1er  | 14 / 15 | 8   |